# Le Cocon, débuts à l'hôpital
Le Cocon, débuts à l'hôpital est une série télévisée en coproduction franco-belge en six épisodes de 52 minutes créée par Thierry Serfaty. En Belgique, la série est diffusée depuis mai 2006 sur La Une, en Suisse depuis septembre 2006 sur TSR et en France depuis le 21 avril 2007 sur France 2.

## Synopsis
Cette série met en scène le quotidien de cinq jeunes internes (Benjamin, Aurélia, Anis, Nathalie et Vincent) lors de leurs six mois de stage.

## Distribution
- Grégori Baquet : Benjamin
- Églantine Rembauville : Aurélia
- Mounir Margoum : Anis
- Valérie Donzelli : Nathalie
- Alexandre Zloto : Vincent

## Épisodes
1. Benjamin
2. Anis
3. Aurélia
4. Vincent
5. Nathalie
6. Benjamin, Anis, Aurélia